# Tanystylum evelinae
Tanystylum evelinae là một loài nhện biển trong họ Ammotheidae. Loài này thuộc chi Tanystylum. Tanystylum evelinae được miêu tả khoa học năm 1940 bởi Marcus.